# Мозабитски гунди
Мозабитски гунди (лат. Massoutiera mzabi, енгл. Mzab gundi) је врста глодара из породице гундија (лат. Ctenodactylidae).

## Распрострањење
Врста је присутна у Алжиру, Малију, Нигеру и Чаду.

## Станиште
Мозабитски гунди има станиште на копну.

## Угроженост
Ова врста није угрожена, и наведена је као последња брига јер има широко распрострањење.

### Популациони тренд
Популациони тренд је за ову врсту непознат.